# 望月清平
望月 清平（もちづき せいへい、生没年不詳）は、幕末の土佐藩士。望月真澄の長男。名は弥塩。
土佐国土佐郡小高坂村の生まれ。文久元年（1861年）土佐勤王党が結成されると、弟の亀弥太とともにそれに加盟する。同年、大坂で瀬戸内海防備のために出動している。文久3年（1863年）藩に土佐勤王党の擁護を訴える建白を行っているが、間もなく土佐勤王党は解散している。維新前後には新居留守組に編入されている。
坂本龍馬との親交が深く、文久2年（1862年）吉田東洋暗殺の嫌疑がかけられた龍馬に身を隠すように勧めたり、慶応3年（1867年）龍馬が横死する直前に手紙のやり取りをしている。